# Fairview Shores (Florida)
Fairview Shores es un lugar designado por el censo ubicado en el condado de Orange en el estado estadounidense de Florida. En el Censo de 2010 tenía una población de 10.239 habitantes y una densidad poblacional de 1.106,13 personas por km².

## Geografía
Fairview Shores se encuentra ubicado en las coordenadas 28°36′9″N 81°23′44″O / 28.60250, -81.39556. Según la Oficina del Censo de los Estados Unidos, Fairview Shores tiene una superficie total de 9.26 km², de la cual 7.85 km² corresponden a tierra firme y (15.19%) 1.41 km² es agua.

## Demografía
Según el censo de 2010, había 10.239 personas residiendo en Fairview Shores. La densidad de población era de 1.106,13 hab./km². De los 10.239 habitantes, Fairview Shores estaba compuesto por el 69.91% blancos, el 18.07% eran afroamericanos, el 0.43% eran amerindios, el 3.74% eran asiáticos, el 0.07% eran isleños del Pacífico, el 4.03% eran de otras razas y el 3.75% pertenecían a dos o más razas. Del total de la población el 14.04% eran hispanos o latinos de cualquier raza.